# Пуебла-де-Сан-Медель
Пуебла-де-Сан-Медель (ісп. Puebla de San Medel) — муніципалітет в Іспанії, у складі автономної спільноти Кастилія-і-Леон, у провінції Саламанка. Населення — 43 особи (2010).
Муніципалітет розташований на відстані близько 170 км на захід від Мадрида, 50 км на південь від Саламанки.
На території муніципалітету розташовані такі населені пункти: (дані про населення за 2010 рік)
- Пуебла-де-Сан-Медель: 31 особа
- Сан-Медель: 12 осіб

## Демографія
Динаміка населення (INE ):